# Règlement en huit points du gouvernement central
Le règlement en huit points du gouvernement central sont des règles issus de directives issus du Bureau politique du Parti communiste chinois. En 2012, le parti communiste chinois, victime de corruption et sous la nouvelle direction de Xi Jinping, lequel démarre une vaste campagne anti-corruption, est soumis à de nouvelles règles de disciplines. Le règlement en huit points vise à rendre le parti "plus proche des masses". Des règlements supplémentaires ont été ajoutés en 2022.
Ces réglementations « visent à réduire la bureaucratie, l'extravagance et les pratiques de travail indésirables des membres du PCC », et appellent les membres du Parti et les responsables en particulier à « faire un vrai travail, dire de vraies choses » et comprendre la situation pratique sur le terrain. Les nouvelles règles dénoncent les « pratiques d'extravagance, de formalisme et de bureaucratie ». Cette politique s'est manifestée par l'interdiction de l'utilisation privée des voitures publiques, la réduction et la simplification des réunions, et l'interdiction des repas hors de prix et des voyages officiels ostentatoires.

## Histoire
Le règlement en huit points a déjà joué un rôle important dans la campagne anticorruption de Xi Jinping.
Son importance est confirmée le 27 octobre 2017, lors la première réunion du Politburo du 19e Comité central du Parti communiste chinois. Ce dernier a examiné les règles d'application du Bureau politique du Comité central du PCC pour la mise en œuvre du règlement en huit points du Comité central,.
Le 25 octobre 2022, le secrétaire général Xi Jinping a présidé une réunion du Politburo, et l'un des ordres du jour importants de la réunion était d'examiner les règles de mise en œuvre du règlement en huit points. Lors de cette dernière, il a avancé l'idée que le règlement en huit points du Comité central doit toujours être considéré comme « des règles de fer efficaces et à long terme, et une barre dure »,.

## Texte du règlement
1. Les dirigeants doivent rester en contact étroit avec la base. Ils doivent comprendre la situation réelle de la société grâce à des inspections approfondies sur le terrain. Il convient d'accorder une plus grande attention aux endroits où les problèmes sociaux sont les plus aigus et d'effectuer des visites d'inspection plus approfondies. Les visites d'inspection en tant que simple formalité doivent être strictement interdites. Les dirigeants doivent travailler et écouter le public et les fonctionnaires à la base, et les problèmes concrets des gens doivent être abordés. Il ne doit pas y avoir de bannière de bienvenue, de tapis rouge, d'arrangements floraux ou de réceptions grandioses pour les visites des fonctionnaires.
2. Les réunions et les événements majeurs doivent être strictement réglementés et l'efficacité améliorée. Les membres du Bureau politique ne sont pas autorisés à assister aux cérémonies d'inauguration ou de pose de la première pierre, ni aux célébrations et aux séminaires, à moins d'obtenir l'approbation du Comité central du Parti. Les réunions officielles doivent être plus courtes et plus précises, sans discussions vides de sens.
3. L'émission de documents officiels doit être réduite.
4. Les visites de fonctionnaires à l'étranger ne devraient être organisées qu'en cas de nécessité pour les affaires étrangères, avec un nombre réduit de membres accompagnateurs, et dans la plupart des cas, il n'est pas nécessaire d'organiser une réception à l'aéroport avec les Chinois d'outre-mer, les institutions et les étudiants.
5. Il devrait y avoir moins de contrôles de la circulation lorsque les dirigeants se déplacent en voiture afin d'éviter tout désagrément inutile pour le public. Il devrait y avoir moins de contrôles de la circulation organisés pour la sécurité des dirigeants lors de leurs déplacements afin d'éviter tout désagrément inutile pour le public.
6. Les médias ne doivent pas rendre compte des événements officiels à moins qu'ils n'aient une réelle valeur informative. Le règlement interdit également les reportages sans valeur sur le travail et les activités des hauts fonctionnaires et précise que ces reportages doivent dépendre des besoins du travail, de la valeur de l'information et des effets sociaux.
7. Les dirigeants ne doivent pas publier d'ouvrages par eux-mêmes ou envoyer des lettres de félicitations à moins qu'un accord n'ait été conclu avec la direction centrale. Les documents officiels dont le contenu n'est pas substantiel et dont l'importance n'est pas réaliste ne doivent pas être publiés. Les publications concernant le travail et les activités des hauts fonctionnaires sont également limitées.
8. Les dirigeants doivent faire preuve d'économie et respecter strictement les réglementations en vigueur en matière de logement et de voitures[9].

## Analyse
Le nouveau règlement porte atteinte à une partie des privilèges des membres du parti. Son objectif est multiple : mettre un terme à certains privilèges, renforcer l'efficacité de l'administration, redorer l'image du parti auprès de la population, limiter la création de "fortes personnalités" au sein du parti. L'injonction à reprendre contact avec la population inscrit le règlement dans la doctrines de "ligne de masse" que le maoisme, et notamment la révolution culturelle, avaient instaurés comme règles pour empêcher la bureaucratisation du régime.
La limitation des évènements publics et des voyages hors de prix parsemés de cérémonie vise à limiter l'émergence de figures politique influente telle que Bo Xilai. De même, l'obligation de l'anonymat sur les ouvrages et rapports vise à lutter passivement contre la corruption, le copinage et le népotisme.
Le règlement est un important outil pour remettre le parti dans les mains du secrétaire général Xi Jinping, conjugué avec la campagne de lutte anti-corruption, elle permet au Comité central pour l'inspection disciplinaire du Parti communiste chinois d'étendre son contrôle sur un parti fractionné par la gouvernance collective que Deng Xiaoping avait instauré. Cet élan de discipline vise ouvertement à blanchir un PCC devenu largement symbole de corruption au yeux de la population.